# Athanase Bopda
Pour les articles homonymes, voir Bopda.
Ne doit pas être confondu avec Hervé Bopda.
Athanase Bopda, né en 1957 dans la région de l'Ouest du Cameroun, est un universitaire, géographe, chercheur camerounais et auteur de plusieurs ouvrages sur l'histoire et le développement des métropoles urbaines camerounaises telles Yaoundé et Douala.

## Biographie

### Enfance, éducation et débuts
Athanase Bopda commence ses études à l'ouest du Cameroun.  
Il entre au lycée d'Obala en juillet 1969. Après le baccalauréat, il effectue des travaux de recherche et défend des thèses de maitrise, doctorat et doctorat d'état au Cameroun sur l'histoire et la construction de la ville de Yaoundé. En 1986, il est docteur en géographie de l'Université de Yaoundé. 

### Carrière
Athanase Bopda commence sa carrière à l'université de Yaoundé. Travaillant sur le changement et l'évolution sociale en milieu urbain et rural, en 1995, il est chargé de recherche à l'Institut national de cartographie de Yaoundé. Il effectue des travaux comme chercheur associé de l‘UMR 8504 Géographie-cités du CNRS à Paris. Il dispense des cours dans plusieurs universités au Cameroun et en France. 
Depuis 2022, il est professeur des universités à l'université Le Havre Normandie.

## Œuvres
Athanase Bopda est auteur de plusieurs ouvrages dont :
- Yaoundé dans la construction nationale au Cameroun : territoire urbain et intégration, Thèse de doctorat d'État à Yaoundé en 1997[5].